# Aleksandr Žirov (calciatore)
Aleksandr Vjačeslavovič Žirov (in russo Александр Вячеславович Жиров?; Barnaul, 24 gennaio 1991) è un calciatore russo, difensore dell'Achmat Groznyj.

## Caratteristiche tecniche
È un difensore centrale.